# Kampania o półwysep Huon
Kampania o półwysep Huon – seria bitew stoczonych w północno-wschodniej Nowej Gwinei w latach 1943–1944 podczas II wojny światowej. Kampania stanowiła początkową część ofensywy na Pacyfiku, którą alianci rozpoczęli pod koniec 1943 roku i w ciągu czterech miesięcy doprowadziła do wypchnięcia Japończyków na północ od Lae do Sio na północnym wybrzeżu Nowej Gwinei. Znacząca przewaga Australijczyków została uzyskana dzięki hegemonii technologicznej, jaką przemysł aliancki osiągnął nad Japończykami w tej fazie wojny, podczas gdy Japończycy byli ograniczeni przez brak zaopatrzenia i posiłków z powodu działań alianckich na morzu i w powietrzu.
Kampania została poprzedzona desantem morskim australijskiej 9 Dywizji Piechoty na wschód od Lae 4 września 1943 roku. Następnie Australijczycy nacierali na zachód wzdłuż wybrzeża w kierunku miasta, gdzie mieli połączyć się z 7 Dywizją nacierającą z Nadzab. Tymczasem siły australijskie i amerykańskie przeprowadziły ataki dywersyjne wokół Salamaua. Ulewne deszcze i powodzie spowolniły postęp 9 Dywizji, która musiała przekroczyć w marszu kilka rzek. Japońska straż tylna również stawiła twardy opór i w rezultacie Lae upadło dopiero 16 września, kiedy to wojska z 7 Dywizji wkroczyły do niego przed 9-tą, a główne siły japońskie uciekły na północ. Niecały tydzień później rozpoczęła się kampania na półwyspie Huon, gdy Australijczycy przeprowadzili kolejny desant morski dalej na wschód, mający na celu zdobycie Finschhafen.
Po lądowaniu na plaży Scarlet alianci ruszyli na południe, aby zabezpieczyć Finschhafen, w czasie gdy toczyły się również walki wokół Jivevanengu. W połowie października Japończycy przeprowadzili kontratak na australijski przyczółek wokół plaży Scarlet, który trwał około tygodnia i doprowadził do niewielkiego skurczenia się linii australijskich i rozdzielenia ich sił, zanim został ostatecznie odparty. Po tym Australijczycy odzyskali inicjatywę i zaczęli ścigać Japończyków, którzy wycofali się w głąb lądu w kierunku Sattelbergu. Pośród ciężkich walk i drugiego nieudanego japońskiego kontrataku, Sattelberg został zdobyty pod koniec listopada, a Australijczycy rozpoczęli natarcie na północ, aby zabezpieczyć linię między Wareo i Gusika. Działania te zakończono na początku grudnia, po czym rozpoczął się marsz sił australijskich wzdłuż wybrzeża przez Lakonę do Sio, w czasie którego pokonano silne oddziały japońskie prowadzące działania opóźniające.
Ostatni etap kampanii przyniósł ostateczne przełamanie japońskiego oporu. Nastąpił szybki postęp Australijczyków wzdłuż północnego wybrzeża półwyspu, którzy w styczniu 1944 roku zdobyli Sio. W tym samym czasie Amerykanie wylądowali w Saidorze. Następnie siły alianckie przeprowadziły operacje oczyszczające wokół Sio do końca marca, a w kwietniu został zdobyty Madang. Następnie nastąpił okres przestoju w północnej Nowej Gwinei trwający do lipca, kiedy siły amerykańskie starły się z Japończykami wokół rzeki Driniumor. Po tym nastąpiły dalsze walki w listopadzie 1944 roku, kiedy Australijczycy rozpoczęli nową kampanię o Aitape – Wewak.

## Tło

### Geografia
Półwysep Huon położony jest na północno-wschodnim wybrzeżu Nowej Gwinei i rozciąga się od miasta Lae na południu nad Zatoką Huon do Sio na północy wzdłuż Cieśniny Witiaz. Wzdłuż wybrzeża, między tymi dwoma punktami, teren przecinają liczne rzeki i strumienie. Najbardziej znane z nich to rzeki Song, Bumi i Mape. Te szlaki wodne płyną z górzystego wnętrza wyspy, które tworzy się przez połączenie pasma Rawlinson na południu z górami Cromwell na wschodzie. Spotykają się one w centrum półwyspu, tworząc masyw pasma Saruwaged, który łączy się z pasmem Finisterre dalej na zachód. Oprócz cienkiego, płaskiego pasa wybrzeża, w czasie kampanii obszar ten był porośnięty gęstą dżunglą, przez którą przetarto bardzo niewiele ścieżek. Teren był nierówny, a w większości tory, dopóki nie zostały ulepszone przez inżynierów, były w dużej mierze nieprzejezdne dla transportu samochodowego, w związku z czym przez całą kampanię znaczna część wysiłków zaopatrzeniowych aliantów była oparta na transporcie pieszym.
Podczas planowania alianci zidentyfikowali trzy obszary jako kluczowe i decydujące o losach bitwy: plażę na północ od Katiki, która później została nazwana przez aliantów „Scarlet”, szczyt o wysokości 960 m zwany Sattelberg, położony 8 km na południowy zachód, który dominował nad obszarem, oraz Finschhafen, miasto posiadające małe lotnisko i położone na wybrzeżu w zatoce, która oferowała chronione obiekty portowe 9 km na południe od plaży Scarlet. Japończycy również uważali Sattelberg i Finschhafen za kluczowe obszary. Oprócz tego znaleźli grzbiet, który biegł między wioską Gusika na wybrzeżu, około 5,5 km na północ od Katiki, a Wareo 7,5 km w głąb lądu na zachód. Znaczenie tego grzbietu leżało w ścieżce, która biegła wzdłuż niego, po której Japończycy zaopatrywali swoje siły wokół Sattelbergu. Oferuje on również naturalną barierę dla jakiegokolwiek natarcia na północ od Finschhafen, czyniąc z niego potencjalną linię obronną.

### Sytuacja militarna

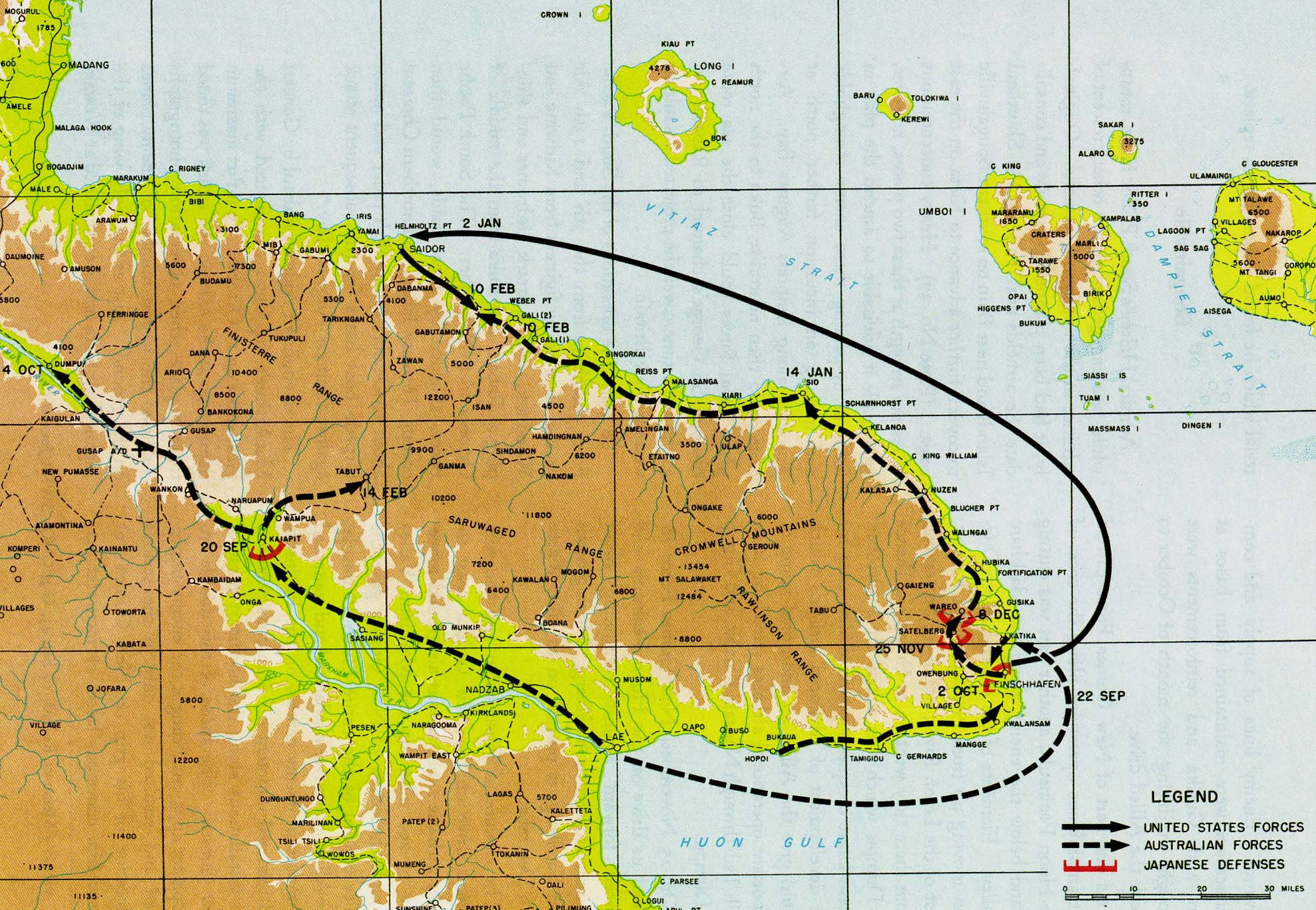
Mapa operacji na półwyspie Huon w latach 1943–1944

Do 1943 roku japońska ekspansja w obszarze południowo-zachodniego Pacyfiku ustała. Postęp Japończyków na Nowej Gwinei został zatrzymany w poprzednim roku przez ciężkie walki, jakie siły australijskie stoczyły wzdłuż szlaku Kokoda. Późniejsze porażki Japończyków w Zatoce Milne’a, Buna-Gona, Wau i na Guadalcanalu zmusiły Japończyków do wycofania się. W wyniku tych zwycięstw alianci byli w stanie przejąć inicjatywę w regionie w połowie 1943 roku i zaczęli planować dalsze wypychanie Japończyków z Nowej Gwinei.
Planiści alianccy zaczęli formułować swoje plany dotyczące przyszłego kierunku walk na Pacyfiku, skupiając się na wyzwoleniu Filipin i ostatecznym podbiciu japońskich Wysp Macierzystych. Kluczem do japońskiej siły w regionie była ich główna baza w Rabaulu. Neutralizacja tej bazy stała się kluczowym elementem sukcesu aliantów na południowo-zachodnim Pacyfiku i została ostatecznie dokonana w ramach operacji Cartwheel.
Aby to osiągnąć, alianci potrzebowali dostępu do szeregu baz lotniczych w regionie. Wysocy dowódcy alianccy, w tym gen. Douglas MacArthur, nakazali zabezpieczenie dwóch baz lotniczych: jednej w Lae i drugiej w Finschhafen. Zdobycie Lae zapewniłoby aliantom port potrzebny do zaopatrywania sił w rejonie Nadzab i ułatwiłoby operacje w dolinie Markham. Zdobycie kontroli nad Finschhafen i całym półwyspem Huon było z kolei ważnym warunkiem prowadzenia operacji na Nowej Brytanii, zapewniając naturalny port i umożliwiając kontrolę nad strategicznie ważnymi Cieśninami Witiaz i Dampiera.

### Siły przeciwników
W tym czasie żadne amerykańskie siły lądowe pod dowództwem MacArthura nie brały udziału w akcji przeciwko Japończykom, a zadanie zabezpieczenia Finschhafen zostało przydzielone australijskiej 9 Dywizji. Ta bitna formacja całkowicie ochotniczej Second Australian Imperial Force (2. AIF), miała ogromne doświadczenie wyniesione z kampanii północnoafrykańskiej, gdzie broniła Tobruku przed wojskami Osi i była mocno zaangażowana w pierwszą i drugą bitwę pod El Alamein. Na początku 1943 roku dywizja została sprowadzona z powrotem do Australii, a następnie zreorganizowana, aby wziąć udział w wojnie na Pacyfiku. Z liczebnością 13 118 ludzi dywizja składała się z trzech brygad piechoty – 20., 24. i 26. – każda złożona z trzech batalionów, wraz z organicznymi formacjami inżynieryjnymi, saperskimi, artyleryjskimi i pancernymi wielkości batalionu przydzielonymi na poziomie dywizji. W celu wsparcia 9 Dywizji, jednostki milicyjne z 4 Brygady również wzięły udział w walkach na ich początkowym etapie. Siły amerykańskie również były zaangażowane w operację, zapewniając głównie wsparcie logistyczne, morskie i inżynieryjne.

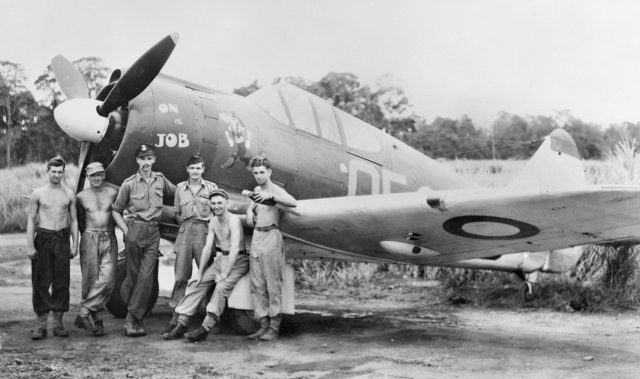
Myśliwiec Boomerang i obsługa naziemna z 4 Dywizjonu RAAF, październik 1943

Wsparcie lotnicze zapewniała 9 Grupa Operacyjna RAAF, w skład której wchodziło kilka dywizjonów Royal Australian Air Force, takich jak 4 Dywizjon RAAF, latający na samolotach CAC Boomerang i Wirraway oraz 24 Dywizjon RAAF wyposażony w bombowce nurkujące Vultee Vengeance; jednostki te podejmowały liczne misje bliskiego wsparcia powietrznego i zaopatrzenia w trakcie kampanii. Samoloty P-47 Thunderbolt i P-38 Lightning z 348. i 475 Grupy Myśliwskiej były również używane do zapewniania osłony myśliwskiej dla żeglugi alianckiej, podczas gdy ciężkie i średnie bombowce z 5 Armii Lotniczej wykonywały misje bombardowania strategicznego w celu zneutralizowania japońskich baz lotniczych wokół Wewaku i na Nowej Brytanii oraz atakowały japońskie linie komunikacyjne we współpracy z kutrami torpedowymi PT. Ze względu na niepraktyczność korzystania z transportu kołowego w dżungli, logistyka aliancka była realizowana głównie za pomocą środków transportu wodnego, takich jak barki desantowe i drewniane łodzie, które przewoziły zaopatrzenie wzdłuż wybrzeża, a dostawy lądowe do jednostek bojowych były realizowane przez robotników z Nowej Gwinei, a czasami przez same australijskie oddziały bojowe, które były tymczasowo przekierowywane do wykonywania zadań związanych z przenoszeniem zapasów w razie potrzeby i uzupełniane, gdy było to możliwe, o jeepy.
Główne japońskie siły biorące udział w kampanii zostały wystawione przez 18 Armię pod dowództwem gen. por. Hatazō Adachiego i miały swoją siedzibę w Madangu. Siły te składały się z trzech dywizji – 20., 41. i 51. – oraz szeregu mniejszych jednostek, w tym piechoty morskiej i jednostek garnizonowych. W połowie września 1943 roku w rejonie Finschhafen główne siły pochodziły z 80 Pułku Piechoty i 26 Pułku Artylerii Polowej 20 Dywizji, 238 Pułku Piechoty 41 Dywizji, 85. jednostki garnizonowej marynarki wojennej i kompanii ze 102 Pułku Piechoty 51 Dywizji. Siły te podlegały gen. mjr. Eizo Yamadzie, dowódcy 1 Grupy Transportowej, chociaż dowództwo taktyczne zostało przeniesione na szczebel lokalny ze względu na geograficzne rozproszenie japońskich jednostek. Jednostki te były rozmieszczone na szerokim obszarze między rzeką Mongi, na wschód od Lae do Punktu Arndt, Sattelbergu, Joangengu, Logawengu, Finschhafen, Sisi i na wyspie Tami. Największe skupiska znajdowały się wokół Sattelbergu i Finschhafen, gdzie główne siły znalazły się pod dowództwem gen. por. Shigeru Katagiriego, dowódcy 20 Dywizji. Siła i wydajność japońskich jednostek zostały zmniejszone przez choroby i ich zaangażowanie w zadaniach budowy dróg między Madangiem a Bogadjim.
Podobnie jak alianci, Japończycy również polegali na transporcie wodnym, aby przeprawiać zaopatrzenie i posiłki wokół Nowej Gwinei, wykorzystując trzy okręty podwodne, aby uniknąć przechwycenia przez alianckie samoloty, które wcześniej zadały ciężkie straty podczas bitwy na Morzu Bismarcka. Okręty podwodne zostały uzupełnione barkami, chociaż ich ładowność była ograniczona, a same barki narażone na ataki alianckich samolotów i kutrów torpedowych. Po wyładowaniu zaopatrzenia na brzegu, grupy zaopatrzeniowe były wykorzystywane do przenoszenia zapasów lądem pieszo wzdłuż kilku kluczowych szlaków do głównych koncentracji wojsk wokół Sattelbergu i Finschhafen. Wsparcie lotnicze zapewniała 4 Armia Lotnicza, składająca się głównie z 7 Dywizji Lotniczej i 14 Brygady Lotniczej, wraz z niektórymi elementami z 6 Dywizji Lotniczej. Bazujące w Wewaku, japońskie samoloty były używane podczas kampanii głównie do eskortowania japońskich statków i atakowania alianckich statków wokół głównego przyczółka, z drugorzędnym zadaniem podejmowania misji ataków naziemnych w celu wsparcia japońskich wojsk. 11 Flota Powietrzna Marynarki Wojennej, bazująca w Rabaulu, również podejmowała misje przeciw alianckiej żegludze. Pomimo dostępności tych jednostek, intensywne bombardowania japońskich lotnisk wokół Wewaku przez aliantów w sierpniu 1943 roku znacznie zmniejszyły liczbę samolotów dostępnych dla Japończyków i ograniczyły ich zdolność do stosowania sił powietrznych przez całą kampanię .
Japońskim siłom brakowało środków transportu, inżynierów i wsparcia logistycznego, a ich działania utrudniał także brak spójności z powodu zróżnicowanej struktury dowodzenia i słabej infrastruktury. Z kolei australijskie siły były dobrze zgrane po poprzednich kampaniach i wspierane przez potężną bazę logistyczną, która mogła zapewnić im przewagę technologiczną i zaopatrzeniową, której Japończycy na tym etapie wojnie nie byli w stanie dorównać.

## Preludium

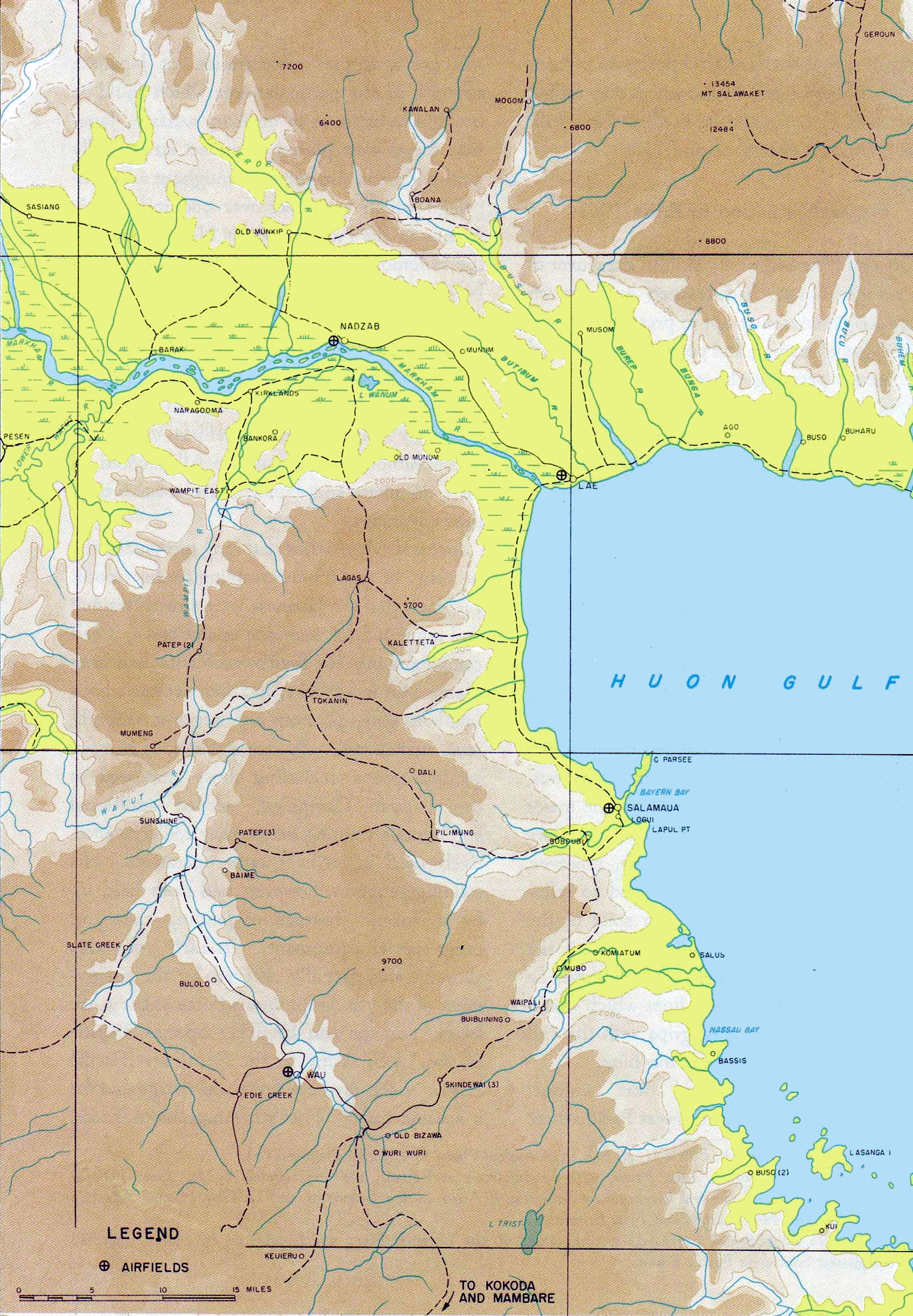
Obszar Salamaua – Lae

Postępując zgodnie z dyrektywą MacArthura dotyczącą zabezpieczenia lotnisk w Lae i Finschhafen, Naczelny Dowódca Sił Sprzymierzonych Obszaru Południowo-Zachodniego Pacyfiku, Australijczyk gen. Thomas Blamey nakazał zdobycie półwyspu Huon. Zadanie to powierzono 9 Dywizji pod dowództwem gen. mjr. George’a Wootena. Początkowo skupiono się na zabezpieczeniu Lae. Alianci sformułowali plan, który przewidywał, że 9 Dywizja przeprowadzi desant morski na wschód od Lae, podczas gdy 7 Dywizja przemieści się drogą powietrzną do Nadzab w Dolinie Markham, która została wcześniej zabezpieczona przez oddziały powietrznodesantowe z 503 Pułku Piechoty Spadochronowej USA i 2. batalionu 4 Pułku Polowego. Z Nadzab 7 Dywizja miała ruszyć na Lae od południa, aby wesprzeć marsz 9 Dywizji. W tym samym czasie australijska 3 Dywizja i amerykański 162 Pułk Piechoty miały przeprowadzić akcję dywersyjną wokół Salamaua.
Po szkoleniu w stanie Queensland i w Zatoce Milne’a na Nowej Gwinei, 9 Dywizja zaokrętowała się na amerykańskie jednostki przydzielone do morskiej grupy zadaniowej kontradm. Daniela Barbeya – VII Amphibious Force – jako część sił, które miały dokonać „największej operacji desantowej […] podjętej przez siły alianckie na południowo-zachodnim Pacyfiku” do tego momentu wojny. 20 Brygada pod dowództwem bryg. Victora Windeyera została wybrana do lądowania jako pierwsza na plaży 26 km na wschód od Lae. W ramach przygotowania artyleryjskiego, wcześnie rano 4 września 1943 roku, pięć niszczycieli rozpoczęło ciężkie bombardowanie, które trwało przez sześć minut. Po jego zakończeniu 2/13. batalion piechoty poprowadził 20 Brygadę na brzeg, a dwa pozostałe bataliony brygady, 2/15. i 2/17., przybyły wkrótce potem w drugiej i trzeciej fali. Bez sprzeciwu na lądzie, australijska piechota szybko zaczęła przemieszczać się w głąb wyspy, kiedy przybyły kolejne posiłki. Około 35 minut po pierwszym lądowaniu, gdy australijska kwatera główna dywizji i 2/23. batalion piechoty przybywały na brzeg, niewielka grupa japońskich samolotów zaatakowała okręty desantowe przewożące piechotę. W rezultacie dwa z tych okrętów zostały poważnie uszkodzone i padły liczne ofiary śmiertelne, w tym dowódca 2/23. batalionu, który zginął, gdy japońska bomba wybuchła na mostku LCI-339.
Po południu nastąpiły dalsze japońskie ataki powietrzne. Około 70 japońskich samolotów, nadlatujących z baz na Nowej Brytanii, zostało odpartych nad Finschhafen. Inna grupa odniosła jednak sukces pod Morobe, atakując puste transportowce, które opuszczały Finschhafen, podczas gdy u wybrzeży Cape Ward Hunt inna grupa zaatakowała aliancki konwój przewożący siły drugiego rzutu, w tym resztę 26 Brygady bryg. Davida Whiteheada. Na pokładzie LST-471 zginęły 43 osoby, a kolejnych 30 zostało rannych, podczas gdy na pokładzie LST-473 zginęło ośmiu żołnierzy, a 37 zostało rannych. Nie przeszkodziło to w dostarczeniu zaopatrzenia i przybyciu kolejnych posiłków w postaci 24 Brygady pod dowództwem bryg. Bernarda Evansa następnego dnia. Australijczycy rozpoczęli następnie mozolny marsz na zachód w kierunku Lae, przechodząc przez „gęstą dżunglę, bagna, trawę kunai i liczne wezbrane deszczem rzeki i strumienie”, które wraz z ulewnymi deszczami spowolniły ich postęp. W nocy z 5 na 6 września Japończycy rozpoczęli kontratak na czołowy batalion australijski, ale nie byli w stanie powstrzymać jego natarcia. W tym momencie 26 Brygada ruszyła w głąb lądu, aby uderzyć na Lae od północnego wschodu, podczas gdy 24. kontynuowała postęp wzdłuż wybrzeża.

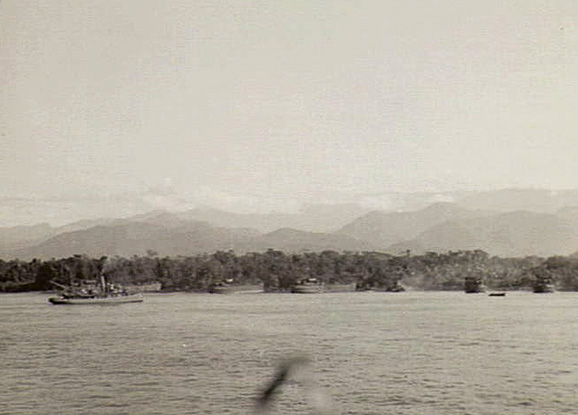
Australijska 9 Dywizja ląduje w pobliżu Lae, początek września 1943 roku

W tym momencie działania 9 Dywizji zaczął utrudniać brak zaopatrzenia, co wraz z nierównym terenem spowodowało spowolnienie tempa natarcia. Dopiero 9 września Australijczycy dotarli do rzeki Busu. 2/28. batalion piechoty przewodził na tym etapie australijskiemu natarciu, a jego żołnierze jako pierwsi przeszli przez rzekę. Prąd był silny i wielu żołnierzy zostało porwanych przez nurt; 13 z nich utonęło. Mimo to 2/28. batalion był w stanie ustanowić przyczółek na zachód od Busu. W tym momencie zaczął padać ulewny deszcz, a rzeka znów się podniosła, uniemożliwiając przeprawę innym jednostkom. To skutecznie odizolowało pojedynczy australijski batalion, który przez kolejne dni był poddawany powtarzającym się atakom ze strony Japończyków. 14 września 26 Brygada zdołała przedrzeć się przez rzekę i natarcie było kontynuowane. Na wybrzeżu 24 Brygada została zatrzymana przez zdeterminowaną japońską obronę przed rzeką Butibum, która była ostatnią naturalną przeszkodą przed Lae. Rzeka została ostatecznie sforsowana przez bród 16 września, kiedy to Lae padło pod naporem 7 Dywizji.
W walkach o Lae zginęło ponad 2200 Japończyków. Australijska 9 Dywizja straciła zaledwie 77 zabitych i 73 zaginionych. Pomimo sukcesu aliantów w zdobyciu Lae, Japończycy osiągnęli „zadowalającą obronę”, która nie tylko spowolniła ich postępy, ale także pozwoliła większości japońskich sił w pobliżu uciec na półwysep Huon, gdzie mogły one kontynuować walkę.

## Kampania

### Finschhafen

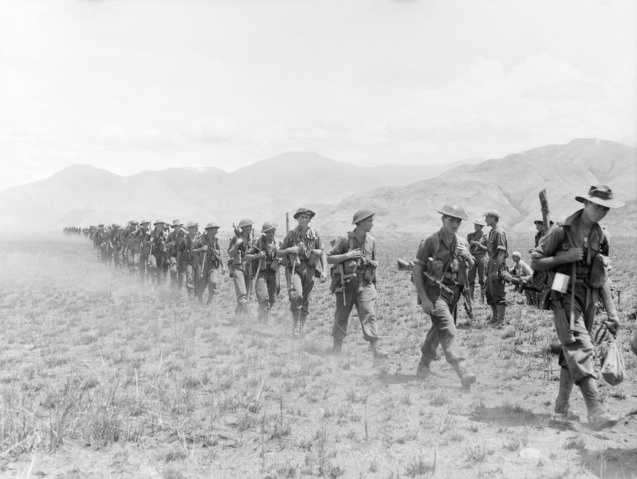
10. pluton kompanii B 2/27. batalionu piechoty w dolinie Ramu, 5 października 1943

Lae upadło wcześniej, niż przewidywali alianci, postanowiono więc szybko wykorzystać tę przewagę. Pierwsza faza nowej kampanii składała się z desantu morskiego na północ od Zatoki Siki w pobliżu ujścia rzeki Siki i na południe od Song na plaży o kryptonimie „Scarlet”. Położone dalej na wschód od Lae na półwyspie, pod względem strategicznego znaczenia Finschhafen przyćmiło Lae w umysłach alianckich planistów, ze względu na swój potencjał do wspierania operacji przez Cieśninę Witiaz na Nową Brytanię. W wyniku błędów wywiadu, który niedoszacował wielkości japońskich sił w tym rejonie, siły szturmowe wybrane przez alianckich dowódców składały się tylko z jednej australijskiej brygady piechoty – 20.. Tymczasem 7 Dywizja miała ruszyć na północny zachód od Lae w oddzielnej kampanii, posuwając się przez Doliny Markham i Ramu w kierunku pasma górskiego Finisterre.
Po krótkim okresie przygotowań, 22 września 1943 roku miało miejsce lądowanie 20 Brygady. Było to pierwsze lądowanie morskie przy oporze wroga, jakiego dokonały siły australijskie od czasu Gallipoli. Błędy nawigacyjne spowodowały, że wojska lądowały na niewłaściwych plażach, a część z nich dotarła do Zatoki Siki i została ostrzelana przez silną japońską obronę w bunkrach i za przeszkodami. Po reorganizacji na plaży Australijczycy ruszyli w głąb lądu. Japończycy stawiali silny opór wokół wzniesienia w Katika, ale ostatecznie zostali zmuszeni do odwrotu. Pod koniec dnia, tracąc 94 ludzi, Australijczycy zabezpieczyli przyczółek na plaży o głębokości „kilku kilometrów”. Pod koniec dnia około 30 japońskich bombowców, eskortowanych przez do 40 myśliwców, z bazującej w Wewak 4 Armii Powietrznej, zostały wysłane do ataku na alianckie statki wokół Finschhafen. Ostrzeżeni przez niszczyciel USS „Reid”, który służył jako pikieta powietrzna i kontroler myśliwców w Cieśninie Witiaz, alianci byli w stanie skoncentrować pięć eskadr amerykańskich myśliwców nad konwojem i w bitwie powietrznej, która nastąpiła, zestrzelono 39 japońskich samolotów, a reszta zawróciła.

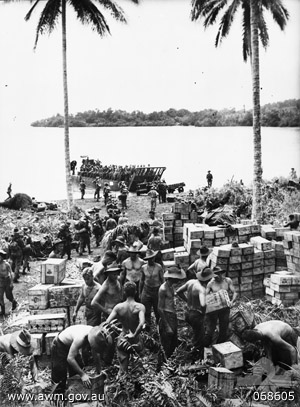
Wojska alianckie wyładowują zapasy na brzegu pod Finschhafen, październik 1943

Następnego dnia Australijczycy rozpoczęli marsz na południe w kierunku Finschhafen, około 9 km na południe od plaży desantowej, z 2/15. batalionem piechoty na czele drogi do rzeki Bumi. Japończycy ustanowili silne umocnienia wzdłuż południowego brzegu rzeki, które Australijczycy próbowali oskrzydlić, wysyłając siły na zachód i wspinając się po stromym terenie. Gdy znaleźli odpowiednie miejsce do przekroczenia rzeki, zaczęli przechodzić przez bród, ale zostali ostrzelani przez grupę japońskiej piechoty morskiej, która była ustawiona na wysokim wzniesieniu z widokiem na rzekę. Pomimo strat, Australijczycy byli w stanie zająć pozycję na południe od Bumi i w tym momencie 2/13. batalion piechoty zaczął nacierać na Finschhafen od zachodu. Tymczasem 2/15. batalion zaatakował lewą flankę Japończyków, którzy starali się zatrzymać ich przeprawę. Po pokonaniu stromego zbocza pod ostrzałem, w niektórych miejscach na czworaka, 2/15. batalion zajął pozycję na długość bagnetu od wroga, zabijając 52 Japończyków w walce wręcz.
Dalszy postęp Australijczyków na południe rozproszył ich siły. Z powodu obaw, że ich zachodnia flanka została odsłonięta, 2/17. batalion piechoty został wysłany wzdłuż szlaku do Sattelbergu, aby odeprzeć wszelkie wyprowadzone stamtąd japońskie ataki. W Jivevaneng batalion został zatrzymany, a tam japoński 80 Pułk Piechoty rozpoczął serię zdecydowanych kontrataków, próbując przebić się do wybrzeża.
W tym momencie obawy Australijczyków przed japońskim kontratakiem wzrosły i poprosili oni o posiłki swojego najwyższego dowódcę, gen. Douglasa MacArthura. Jednak prośba została odrzucona, ponieważ personel wywiadu MacArthura uważał, że w okolicy znajduje się tylko 350 Japończyków. W rzeczywistości było już 5000 japońskich żołnierzy wokół Sattelbergu i Finschhafen, podczas gdy na początku października liczba ta wzrosła do 12 000, gdy Japończycy zaczęli przygotowywać się do planowanego kontrataku. Australijczycy otrzymali posiłki w postaci 2/43. batalionu piechoty. Przybycie tej jednostki oznaczało, że 2/17. batalion, który utknął w martwym punkcie wokół Jivevaneng, mógł zostać zluzowany do natarcia na Finschhafen, umożliwiając tym samym całej 20 Brygadzie skoncentrowanie się na tym celu.
Po ataku 2/13. batalionu piechoty przez Zatokę Ilbbe, który kosztował Australijczyków 80 ofiar 1 października, japońska piechota morska, która utrzymywała Finschhafen, zaczęła się wycofywać. 2 października miasto wpadło w ręce Australijczyków, a Japończycy opuścili Grzbiet Kakakog pośród ciężkich australijskich ataków powietrznych i artyleryjskich. Gdy 20 Brygada zebrała się w Finschhafen, połączyła się z 22. batalionem piechoty. Jednostka ta czyściła obszar przybrzeżny na południu półwyspu, posuwając się z Lae przez góry. Tymczasem Japończycy, którzy walczyli wokół Finschhafen, wycofali się z powrotem w góry wokół Sattelbergu. Alianckie operacje lotnicze prowadzone z lotniska w Finschhafen rozpoczęły się 4 października. Następnego dnia 2/17. batalion piechoty został wysłany do Kumawy, aby podążać za wycofującymi się siłami japońskimi, a przez następne kilka dni dochodziło do drobnych starć, zanim 7 października ponownie zatrzymał się w Jivevaneng.

### Japoński kontratak
Japończycy zaczęli planować kontratak podczas australijskiego natarcia na Finschhafen. Główna część 20 Dywizji została przesunięta z Madangu, gdy Japończycy zaczęli koncentrować swoje siły wokół Sattelbergu, a główne siły dotarły tam 11 października. Japońskie plany stały się znane Australijczykom dzięki zdobytym dokumentom i w połowie października 1943 roku australijska 24 Brygada piechoty została sprowadzona w celu wzmocnienia 20 Brygady. Gdy nastąpił japoński kontratak, zasygnalizowany ogniem na Sattelbergu, pierwsza fala uderzeniowa spadła na 24 Brygadę w okolicach Jivevanengu 16 października, ale atak, przeprowadzony fragmentarycznie, został szybko odparty. Następnego dnia japońskie samoloty zaatakowały alianckie siły w okolicach plaży „Scarlet”, po czym nastąpił desant morski, który został niemal całkowicie zniszczony na morzu przez ogień amerykańskich i australijskich dział przeciwlotniczych i karabinów maszynowych. Podczas tego ataku szer. Nathan Van Noy z amerykańskiego 532 Pułku Łodzi Inżynieryjnych i Brzegowych, dokonał bohaterskich czynów, za które został pośmiertnie odznaczony Medalem Honoru. Tylko nielicznym Japończykom udało się dotrzeć na brzeg pośród niszczycielskiego ognia, a następnego dnia wszyscy zostali zabici lub pojmani przez australijską piechotę w operacjach oczyszczających.

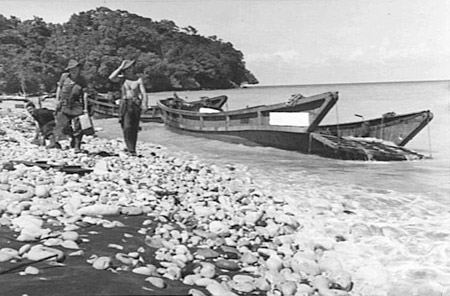
Rozbite japońskie barki na plaży „Scarlet” po nieudanym japońskim ataku, 17 października 1943

Główne elementy japońskiego kontrataku przebiły się przez przednie, cienkie linie australijskie poprzedniej nocy. Japończycy wykorzystali luki w linii pomiędzy 2/28. batalionem piechoty a 2/3. batalionem saperów i rozpoczęli atak w kierunku wybrzeża, mający na celu zdobycie wzniesienia położonego 2,7 km na zachód od plaży „Scarlet” i rozdzielenie sił australijskich w Katika.
24 Brygada wycofała się z Katiki i wzniesienia na północ od plaży „Scarlet”, aby wzmocnić obronę wokół przyczółka w odpowiedzi na japońską penetrację, podczas gdy 20 Brygada została przesunięta na pozycję wzdłuż Zatoki Siki, aby zablokować Japończykom drogę w kierunku Finschhafen. Australijski opór był silny, pomimo oddania przewagi wysokości, a artyleria polowa i przeciwlotnicza strzelała na odległość zaledwie 200 m „ponad otwartymi celownikami”. W rezultacie japoński atak został odwrócony od plaży „Scarlet” i skierowany w dół Zatoki Siki. Niemniej jednak udało im się przebić do Zatoki Siki do 18 października i skutecznie wbić klin między 24 Brygadę na północy a 20 Brygadę na południu. W ten sposób zdobyli znaczną ilość alianckich zapasów, w tym amunicję, broń i racje żywnościowe, uzupełniając własne malejące zapasy.
W nocy z 18 na 19 października Japończycy odcięli trasę, którą Australijczycy wykorzystywali do zaopatrywania 2/17. batalionu broniącego Jivevaneng i ustanowili drogową wzdłuż drogi Jivevaneng – Sattelberg. 2/17. batalion i szereg innych australijskich jednostek, takich jak większość 2/3. batalionu saperów, a także elementy 2/28., zostały odizolowane za liniami japońskimi. Aby zapewnić im zaopatrzenie, piloci 4 Dywizjonu RAAF zrzucali amunicję z powietrza.
W tym momencie japoński atak zaczął zwalniać. Siła australijskiego oporu spowodowała duże straty, w wyniku których Japończycy nie byli w stanie wykorzystać zdobyczy, jakie osiągnęli. Pozwoliło to Australijczykom rozpocząć własny kontratak 19 października. Po przygotowaniu artyleryjskim 2/28. batalion piechoty odbił Katikę. Następnego dnia Australijczycy otrzymali posiłki w postaci szwadronu czołgów Matilda z 1. batalionu czołgów, który przybył okrętami desantowymi do Zatoki Langemak pośród silnej eskorty, której celem było utrzymanie ich przybycia w tajemnicy przed Japończykami. Czołgom towarzyszyła 26 Brygada; jej przybycie oznaczało, że 9 Dywizja została teraz zaangażowana w kampanię w całości. Chociaż 21 października Japończycy wycofali się z Zatoki Siki, walki pod Katiki trwały jeszcze cztery dni, ponieważ Japończycy próbowali ją odbić pomimo zaciekłego oporu 2/28. batalionu. Katagiri wydał rozkaz wycofania swoich sił do Sattelbergu do 25 października, kiedy stało się jasne, że japoński kontratak został odparty. Japończycy ponieśli 1500 ofiar, w tym 679 zabitych. Dla porównania Australijczycy stracili zaledwie 49 zabitych i 179 rannych.

### Sattelberg

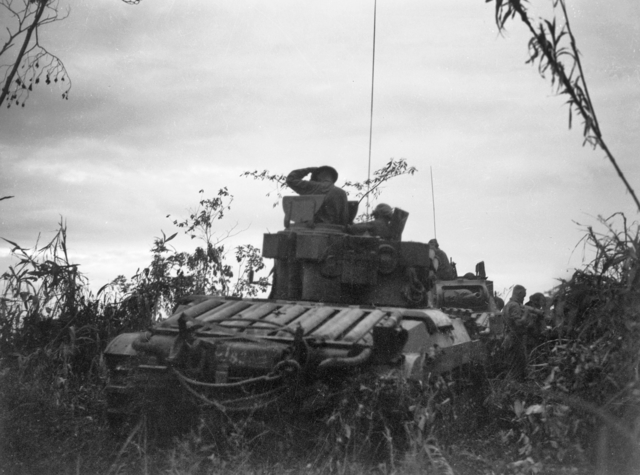
Czołgi Matilda z australijskiego 1. batalionu czołgów zbliżają się do walczących, 17 listopada 1943

Sattelberg, stara niemiecka osada, leżał około 8 km w głąb lądu i ze względu na swoje rozmiary i wysokość – 960 m – jego posiadanie przez duże siły japońskie stanowiło poważne zagrożenie. Zapewniało dobrą obserwację wybrzeża i mogło służyć Japończykom jako baza do zakłócania australijskich linii komunikacyjnych. W rezultacie Wootten zdecydował się je zdobyć. Główne podejście do osady przebiegało wzdłuż drogi biegnącej przez Jivevaneng. Chociaż główne uderzenie japońskiego kontrataku zostało odparte do 25 października, posiadanie Jivevanengu wciąż było niepewne, a 2/17. batalion piechoty nadal odpierał japońskie ataki. W związku z tym sprowadzono 2/13. batalion piechoty i razem z 2/17. rozpoczął on operacje oczyszczające. Zakończono je w nocy z 2 na 3 listopada, kiedy Japończycy zaprzestali ataków i wycofali się z okolic wioski. Dalsze działania 6 listopada doprowadziły do zniszczenia blokady drogowej, którą Japończycy utworzyli na drodze do Sattelbergu na wschód od Jivevanengu w październiku.
Australijczycy skierowali się na zachód w kierunku Sattelberg. Siłą, którą wybrano do tego celu, była niedawno przybyła 26 Brygada, która miała być wspierana przez dziewięć Matild z 1. batalionu czołgów. W tym samym czasie 4 Brygada, jednostka milicyjna wydzielona z 5 Dywizji, została sprowadzona w celu uzupełnienia 26 Brygady pełniącej obowiązki garnizonowe pod Finschhafen. Czołgi przemieściły się do Jivevaneng pod osłoną artylerii, aby zagłuszyć hałas silników i utrzymać swoją obecność w tajemnicy aż do rozpoczęcia natarcia. 16 listopada 2/48. batalion piechoty, wspierany przez artylerię 2/12 Pułku Polowego i karabiny maszynowe 2/2. batalionu karabinów maszynowych, zdobył Zielony Grzbiet górujący nad szlakiem, który był wyznaczonym punktem formowania natarcia na Sattelberg, które rozpoczęło się następnego dnia.
Natarcie początkowo przebiegało źle, ponieważ w głębi lądu utrudniał je przeważający nierówny teren, który składał się głównie z gęstej dżungli i stromych, „ostrzyżonych jak brzytwa” grzbietów. Możliwość manewrowania sił w takim terenie była ograniczona, a Whitehead, australijski dowódca brygady, postanowił w związku z tym zastosować taktykę infiltracji. Wysłał kolumny piechoty, nie większe niż kompania, aby posuwały się „wąskimi frontami” przed jednym lub dwoma czołgami, z inżynierami wspierającymi w celu ulepszenia szlaku lub radzenia sobie z pułapkami i minami, gdy tylko te zostaną znalezione. Schemat manewru brygady przewidywał, że 2/48. batalion posuwał się wzdłuż głównego szlaku, podczas gdy 2/23. i 2/24. chroniły jego flanki odpowiednio na południu i północy. Żaden z celów Australijczyków pierwszego dnia nie został osiągnięty. 2/48. batalion został zatrzymany przez uparty opór przed Grzbietem Coconut po tym, jak jeden z czołgów został unieruchomiony, a dwa inne uszkodzone. Na flankach, zarówno 2/23., jak i 2/24. batalion napotkały również silną obronę w postaci bunkrów i gniazd karabinów maszynowych, ponosząc wiele strat, a Grzbiet Coconut został zdobyty dopiero następnego dnia.
Następnie kontynuowano natarcie i do 20 listopada wzgórze Steeple Tree zostało zabezpieczone przez 2/48. batalion, a 2/23. posuwał się w kierunku jego południowej części z Kumawy, podczas gdy 2/24. kontynuował uderzenie na północ w kierunku obiektu „2200”. Początkowo było to posunięcie pomyślane jako trzymanie wroga na dystans w celu ochrony flanki 2/48. batalionu, ale ze względu na powolny postęp na głównym szlaku, w tym momencie Whitehead zdecydował się zmienić swoją strategię, decydując się na użycie „dwustronnego” ataku, przy czym 2/24. batalion próbował również przebić się do Sattelbergu od północy.
Tymczasem na północnym wschodzie, bliżej wybrzeża, ustanowienie przez siły australijskie posterunków obserwacyjnych na wzniesieniu z widokiem na główne japońskie szlaki zaopatrzeniowe zaczęło wpływać na sytuację zaopatrzeniową sił japońskich wokół Sattelbergu, ponieważ grupy zaopatrzeniowe wpadły w zasadzkę, gdy próbowały dostarczyć żywność i amunicję. Australijczykom również brakowało zapasów i w rezultacie zatrzymali się 21 listopada, żeby wznowić natarcie po otrzymaniu zaopatrzenia następnego dnia. Główny atak miał na celu zakręt, gdzie szlak skręcał na północ. Tutaj 2/48. batalion skręcił na północny wschód, podczas gdy 2/23. opuścił szlak i zaczął posuwać się na północny zachód w kierunku obiektu „3200”, który leżał na zachód od Sattelbergu; 2/24. batalion, napotykając coraz bardziej stromy teren i bardzo silną obronę japońską wokół obiektu „2200”, bezskutecznie próbował ominąć tę pozycję i uderzyć w kierunku Sattelbergu. Tego samego dnia, 22 listopada, na północy Japończycy podjęli kolejną próbę kontrataku, mającą na celu złagodzenie sytuacji zaopatrzeniowej wokół Sattelbergu i odzyskanie Finschhafen. Kontratak się nie powiódł, ponieważ został stępiony przez australijskie pozycje pod Pabu i nie miał tempa wcześniejszego kontrataku w październiku, dlatego został ostatecznie odparty, z niewielkim wpływem na australijskie operacje wokół Sattelbergu.

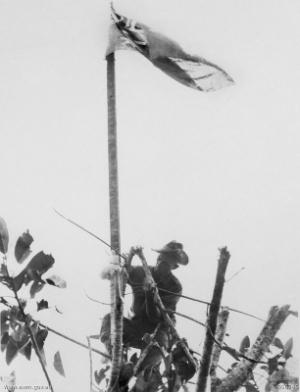
Sierż. Tom Derrick podnosi australijską flagę nad Sattelbergiem

Umocnienia wokół Sattelbergu były metodycznie redukowane przez intensywne alianckie bombardowania, które trwały pięć dni i zakończyły się 23 listopada. Tego samego dnia 44 japońskie samoloty podjęły również operacje wsparcia sił lądowych, atakując australijskie pozycje po Jivevanengiem. Nie zmieniło to sytuacji w rejonie Sattelbergu, ponieważ Australijczycy dotarli już do jego południowych stoków i następnego dnia rozpoczęli rozpoznanie w kierunku szczytu. Przez cały dzień przeprowadzali szereg ataków, ale silny ogień obronny odpychał je aż do momentu, gdy pluton pod dowództwem sierż. Toma Derricka przedarł się prawie na sam szczyt, a sam Derrick prowadził go, niszcząc dziesięć japońskich pozycji granatami. Gdy Australijczycy zabezpieczyli na noc punkt zaczepienia tuż pod szczytem, Japończycy wycofali się pod osłoną ciemności, a następnego ranka natarcie na osadę zostało zakończone. Za swój wyczyn Derrick otrzymał później Krzyż Wiktorii, najwyższe odznaczenie wojskowe Brytyjskiej Wspólnoty Narodów.

### Pabu
Chociaż główny wysiłek sił australijskich wkrótce po lądowaniu na plaży „Scarlet” pod koniec września był skoncentrowany na natarciu w kierunku Finschhafen, wojska z Papuaskiego Batalionu Piechoty podjęły pewne wysiłki, aby przeprowadzić rozpoznanie na północ od głównego obszaru walk w kierunku Bonga i Gusika, a przez cały początek października 2/43. batalion przeprowadził szereg patroli w tym rejonie. Informacje zebrane z tych patroli i zdjęcia z rozpoznania lotniczego ujawniły, że Japończycy wykorzystywali szlaki w tym rejonie do zaopatrywania sił na zachodzie na szczycie Sattelbergu. W odpowiedzi Australijczycy ustanowili stanowiska obserwacyjne i po dalszym rozpoznaniu stało się dla nich jasne, że jedno wzgórze, które nazwali „Pabu” i które było częścią większej struktury nazwanej „Horace the Horse”, było kluczem do utrzymania tego obszaru. Jego położenie umieściło go bezpośrednio nad głównym japońskim szlakiem zaopatrzeniowym, a jego bliskość do wysuniętych australijskich pozycji na Wzgórzu Północnym oznaczała, że znajdował się w zasięgu australijskiej artylerii i dlatego mógł być zajęty przez niewielką siłę, która mogła bronić się ogniem pośrednim. Jednak w połowie października, pośród japońskiego kontrataku, bryg. Bernard Evans, dowódca 24 Brygady, nakazał wycofanie sił australijskich na Pabu, ponieważ starał się skrócić linie australijskie, aby bronić przyczółka.
Po odparciu październikowego kontrataku Australijczycy starali się odzyskać inicjatywę. Evansa zastąpił bryg. Selwyn Porter, a Wootten postanowił ustanowić pozycję w głębi za wysuniętą linią japońską, decydując się ponownie na utworzenie skoncentrowanie sił na Pabu. W nocy 19/20 listopada trzy kompanie z 2/32. batalionu piechoty pod dowództwem majora Billa Mollarda zajęły pozycję i rozpoczęły atak na japońskie oddziały zaopatrzeniowe, które przemieszczały się przez ten obszar, zadając im ciężkie straty.
W międzyczasie dowódca japońskiej 18 Armii, gen. por. Hatazō Adachi, nakazał Katagiriemu przeprowadzenie kolejnego kontrataku. Sytuacja zaopatrzeniowa była na tym etapie napięta, amunicja się kończyła, a żołnierze spożywali jedną trzecią swoich dziennych racji, niemniej jednak kontratak zaplanowano na noc 23/24 listopada. Jednak australijska okupacja Pabu i zagrożenie, jakie stanowiła dla japońskiej trasy zaopatrzeniowej, zmusiły japońskiego dowódcę do przyspieszenia harmonogramu i przekierowania części oddziałów z zadania odbicia Finschhafen na siły australijskie posuwające się w kierunku Sattelberga na południu.
W celu odzyskania Pabu i terenów położonych na północ od rzeki Song, siły składające się z dwóch japońskich batalionów z 79. i 238 Pułku Piechoty, posuwały się na południe wzdłuż wybrzeża od Bonga. Od 22 listopada Japończycy atakowali Australijczyków wokół Wzgórza Północnego, którego bronił 2/43. batalion. To skutecznie odcięło siły australijskie na Pabu, które teraz składały się tylko z dwóch kompanii z 2/32. batalionu i w ciągu następnych trzech dni były poddawane niemal nieustannym atakom. 25 listopada japońskie ataki straciły na sile, więc Australijczycy zaczęli podciągać posiłki. Dwie pozostałe kompanie 2/32. batalionu zostały wysłane naprzód 26 listopada i wspierane przez cztery czołgi Matilda i artylerię, uderzyły naprzód w kierunku Pabu, aby wzmocnić jego garnizon, który znajdował się pod najcięższym atakiem od czasu jego zajęcia. Przybyli na Pabu i w trakcie tego manerwu zabezpieczyli Wzgórze Pino na południu.
Następnego dnia Japończycy wstrzymali atak na prawe skrzydło Australijczyków, a następnie oddziały z 2/28. batalionu piechoty zostały wysłane na wschód, aby zabezpieczyć flanki pozycji. 29 listopada 2/32. batalion został zastąpiony przez 2/43. Po tym manewrze został trafiony przez ciężki japoński ostrzał artyleryjski, który zabił lub zranił 25 osób. Przez 10 dni, kiedy 2/32. batalion utrzymywał Pabu, siły Mollarda znosiły powtarzający się ostrzał moździerzowy i artyleryjski oraz powtarzające się ataki, ale dzięki silnemu wsparciu artyleryjskiemu, utrzymały swoją pozycję i tym samym pomogły zmniejszyć siłę japońskiego kontrataku w czasie, gdy wojska australijskie czyniły duże postępy w kierunku japońskiej twierdzy w Sattelbergu. Później japoński generał Adachi wskazał zdobycie Pabu przez Australijczyków jako jeden z głównych powodów porażki jego sił podczas kampanii na półwyspie Huon. Straty podczas walk wokół Pabu wyniosły 195 zabitych Japończyków i 25 Australijczyków oraz 51 rannych Australijczyków.

### Wareo – Gusika
Po niepowodzeniu drugiego kontrataku i stracie Sattelbergu Katagiri zdecydował się wycofać na północ, aby utworzyć linię obronną wokół Wareo i czekać, aż Australijczycy uzupełnią swoje zwycięstwa dalszym natarciem. W tym czasie siły Katagiriego cierpiały na niedobór siły ludzkiej z powodu braku posiłków, a sytuacja zaopatrzeniowa nadal nie została naprawiona. Australijski dowódca Wootten chciał odzyskać inicjatywę i postanowił wznowić natarcie na północy, mając na celu zabezpieczenie pozostałej części półwyspu Huon. Pierwszy etap planu Woottena obejmował natarcie na północ i zabezpieczenie linii wzdłuż grzbietu biegnącego między Gusiką na wybrzeżu a Wareo, które znajdowało się 7 km w głąb lądu. Miało się to odbyć w dwóch głównych atakach: 26 Brygada, zabezpieczywszy Sattelberg, miała nacierać na Wareo po lewej stronie, a 24 Brygada miała nacierać po prawej stronie, wzdłuż wybrzeża, aby zabezpieczyć Gusikę i dwa duże zbiorniki wodne około 3,2 km w głąb lądu w pobliżu ujścia rzeki Kalueng, znanych Australijczykom zbiorowo jako „Jeziora”. Trzecie, niewielki natarcie miałoby mieć miejsce w centrum w kierunku Nongory i Wzgórz Bożego Narodzenia, za które odpowiedzialność powierzono 20 Brygadzie.
Natarcie po prawej stronie prowadził 2/28. batalion piechoty w kierunku Bonga i przy wsparciu pancernym zdobył Gusikę 29 listopada. Później Australijczycy przekroczyli rzekę Kalueng i posunęli się w kierunku laguny dalej na północ wzdłuż wybrzeża. Następnie 2/43. batalion posunął się z Pabu w kierunku „Horace's Ears”, gdzie Japończycy zajęli stanowisko, które na krótko zatrzymało Australijczyków. Następnie kontynuowali marsz na wschód w kierunku „Jezior”, gdzie mieli przejąć odpowiedzialność za centralny atak od batalionów 20 Brygady, które miały odpocząć przed kolejnym etapem kampanii.

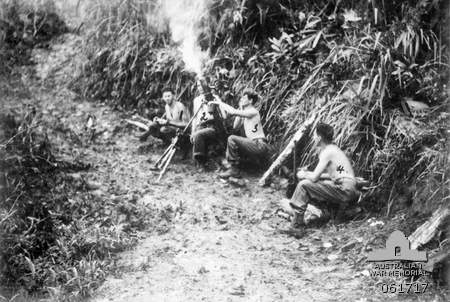
Moździerze z australijskiego 2/23. batalionu piechoty ostrzeliwują japońskie pozycje wzdłuż szlaku Wareo – Bonga

W centrum 2/15. batalion piechoty wyruszył z Katiki, aby zdobyć Nongorę 30 listopada. Australijczycy przeszli przez nierówny teren i po tym, jak kompania prowadząca przekroczyła rzekę Song, zostali zaatakowani ogniem karabinów maszynowych z silnej pozycji obronnej. To zatrzymało ich na krótko, dopóki nie nadeszły inne kompanie. Omijając pozycję, kontynuowali marsz w kierunku Nongory, gdzie zatrzymali się przed wzniesieniem i ustanowili pozycję obronną na noc. Następnego ranka Australijczycy rozpoczęli kosztowny i nieudany atak na grzbiet, ale po zapadnięciu zmroku Japończycy opuścili pozycję, pozwalając 2/15. batalionowi zająć go, a następnie oczyścić Nongorę 2 grudnia. Następnie zaczęli wysyłać patrole bojowe w kierunku obszaru Wzgórz Bożego Narodzenia na zachodzie i na wschód w kierunku „Jezior”, aby nawiązać kontakt z 24 Brygadą.
Połączenie nastąpiło 3 grudnia, a następnego dnia siły złożone z 2/32. i 2/43. batalionu piechoty przejęły natarcie na Wzgórza Bożego Narodzenia, które zostały zabezpieczone 7 grudnia po tym, jak Japończycy opuścili pozycję w wyniku serii ruchów oskrzydlających Australijczyków, intensywnego ostrzału artyleryjskiego i moździerzowego oraz frontalnego ataku.
Tymczasem po lewej stronie natarcie rozpoczęło się 28 listopada. Na mapie Wareo znajdowało się około 5,5 km od Sattelbergu, jednak ze względu na charakter terenu rzeczywista odległość do przebycia szacowana była na cztery razy większą. Dla nacierających australijskich piechurów ciężar był jeszcze większy z powodu ulewnego deszczu, który zamienił szlaki, po których nacierali, w błotniste bagno, którego nie można było pokonać transportem samochodowym. To, w połączeniu z brakiem Nowogwinejczyków, którzy mogliby służyć jako tragarze, oznaczało, że Australijczycy musieli nieść na plecach niemal wszystkie własne zapasy. Aby utrzymać postęp, cały 2/24. batalion piechoty otrzymał zadanie niesienia zapasów dla 2/23., który przewodził natarciu z Sattelbergu.
30 listopada 2/23. batalion dotarł do Song, przedzierając się przez rzekę, a następnego dnia, po zaciętej walce z lokalnym kontratakiem sił japońskich, zdobyto Kuanko. Na północ od opuszczonej wioski Japończycy skoncentrowali się i rozpoczęli silny kontratak, który odzyskał dla nich ważne wzniesienie, ale został powstrzymany przed dalszym postępem przez ciężki ostrzał australijskiej artylerii. Na tym etapie 2/24. batalion piechoty został zwolniony z zadania przenoszenia zapasów i wysłany na zachód, aby przeprowadzić manewr oskrzydlający wokół pozycji japońskiej, przecinając szlak Kuanko – Wareo i zdobywając Kwatingkoo i Wzgórze Peak wcześnie rano 7 grudnia, po wycofaniu się Japończyków. Stamtąd był już krótki marsz do Wareo, które Australijczycy zabezpieczyli wcześnie rano następnego dnia.
Główne siły japońskie zaczęły wycofywać się na północ w kierunku Sio, jednak sporadyczne walki trwały wokół Wareo przez cały następny tydzień, ponieważ odizolowane grupy japońskiego oporu prowadziły operacje opóźniające, aby umożliwić swoim towarzyszom ucieczkę. Najważniejsza akcja w tym czasie miała miejsce 11 grudnia, kiedy 2/24. batalion piechoty zaatakował obiekt „2200” na północny wschód od Wareo, w pobliżu Wzgórz Bożego Narodzenia, zabijając 27 Japończyków.

### Sio

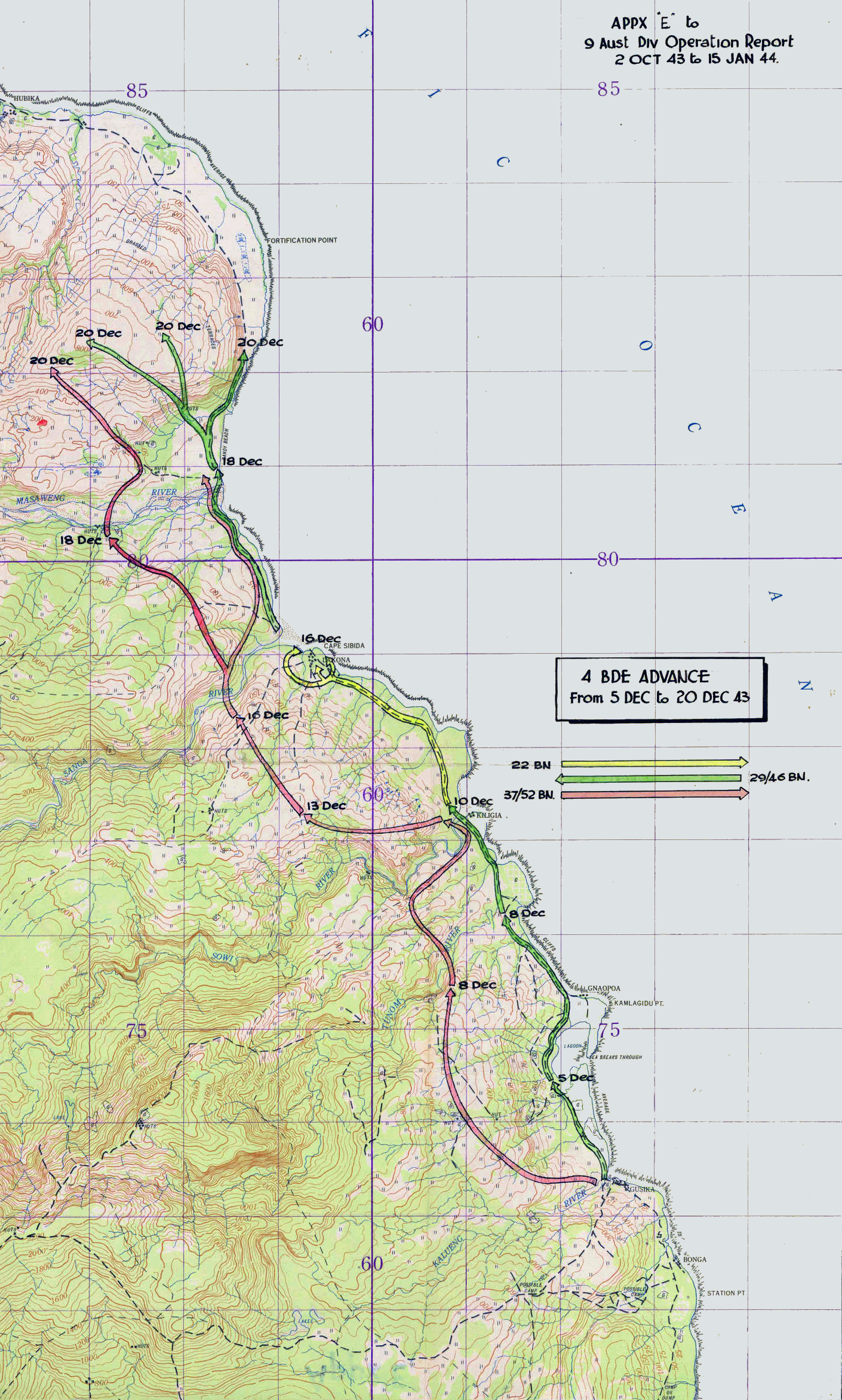
4 Brygada Piechoty naciera na Sio, 5–20 grudnia 1943

Kolejna faza kampanii obejmowała natarcie sił australijskich wzdłuż wybrzeża w kierunku Sio, około 80 km od Finschhafen. Po zdobyciu Gusiki odpowiedzialność za pierwszą część natarcia na Sio przejęła piechota z 4 Brygady pod dowództwem bryg. Cedrica Edgara. Została ona przeniesiona z Finschhafen na początku grudnia, gdzie pełniła obowiązki garnizonowe, a 5 grudnia. 22. batalion piechoty rozpoczął natarcie, przekraczając rzekę Kalueng. Nie mając doświadczenia, jakie miały jednostki 2. AIF, bataliony milicji posuwały się naprzód ostrożniej niż mogłyby to zrobić w innych okolicznościach. Wspierały je amerykańskie okręty desantowe wyposażone w rakiety, które bombardowały japońskie pozycje wzdłuż wybrzeża, podczas gdy rozbudowa lotniska wokół Finschhafen i utworzenie tam bazy morskiej umożliwiły aliantom wykorzystanie samolotów PBY Catalina i kutrów torpedowych PT do dalszego atakowania japońskich oddziałów zaopatrzeniowych.
W miarę postępu Australijczycy napotkali silny opór, ponieważ japońskie siły w tym rejonie walczyły zaciekle, aby zyskać czas dla oddziałów wycofujących się z Wareo, opóźniając australijskie natarcie. Początkowo atak 22. batalionu został odparty; jednak wsparcie ogniowe artylerii i czołgów pomogło pokonać opór, a natarcie było kontynuowane przez 22. i 29/46. batalion piechoty, które na zmianę posuwały się wzdłuż wybrzeża, a 37/52. batalion poruszał się po lewej stronie dalej w głąb lądu. Lakona została osiągnięta 14 grudnia i po znalezieniu tam sił japońskich, które miały być odpowiednio rozmieszczone, 22. batalion przedarł się wokół miasta, otaczając japońskich obrońców i spychając ich z powrotem na klify, gdzie 16 grudnia do rozpoczęcia ostatecznego ataku zostały użyte czołgi. Następnie 29/46. batalion przejął natarcie wzdłuż wybrzeża do Sio, które osiągnął wraz z 37/52. batalionem 20 grudnia, przekraczając rzekę Masaweng i zdobywając wzniesienie na północy.
4 Brygada straciła 65 zabitych i 136 rannych, oprócz rosnących strat spowodowanych chorobami i w tym momencie została zastąpiona przez 20 Brygadę. 26 Brygada przejęła obowiązki ochrony flanki w głębi lądu. Natarcie potoczyło się szybko, gdy morale Japończyków się załamało, a zorganizowany opór osłabł. Osiągnięto duże zyski terytorialne w starciu z ograniczonym oporem wroga, który często sprowadzał się do drobnych potyczek z małymi grupami Japończyków. Hubika padła 22 grudnia bez żadnego oporu, a Wandokai dwa dni później. Przylądek Blucher został osiągnięty 28 grudnia, gdzie 2/13. batalion piechoty odzyskał kontakt z wycofującymi się Japończykami i stoczył zażarta walkę. 26 grudnia siły amerykańskie i australijskie wylądowały na Long Island, a sami Amerykanie wylądowali dalej na zachód w Saidor 28 grudnia.
Przypieczętowało to japońską decyzję o opuszczeniu obszaru Sio, a w ciągu dwóch tygodni Australijczycy szybko posuwali się wzdłuż wybrzeża, pokonując jedynie „sporadyczny opór”, podczas gdy Japończycy kontynuowali wycofywanie się na zachód w kierunku Madangu, starając się uniknąć odcięcia przez siły amerykańskie w Saidorze. 2/15. batalion przejął natarcie 31 grudnia, docierając do Nunzen w Nowy Rok. Rzeka Sanga została przekroczona 2 stycznia 1944 roku, a następnego dnia 2/17. batalion dotarł do Przylądka Króla Williama. Dalsze przeprawy nastąpiły na rzekach Sazomu i Mangu, gdy Kelanoa upadła 6 stycznia; następnie zostały przekroczone rzeki Dallman i Buri, gdy Scharnhorst Point został okrążony 9 stycznia. Po ostatniej akcji stoczonej w Nambariwa, 2/17. batalion w końcu dotarł do Sio 15 stycznia.

## Następstwa
Działania podjęte przez 9 Dywizję podczas kampanii na półwyspie Huon były największymi operacjami australijskiej armii do tego momentu wojny. Wspierana znacznymi zasobami przemysłowymi, które zapewniły im przewagę technologiczną nad Japończykami, kampania australijska zniszczyła wszelkie zdolności ofensywne, jakie Japończycy mieli w tym regionie i umożliwiła przejęcie kontroli nad kluczowymi szlakami morskimi i lotniskami, co zwiększyło zdolność aliantów do prowadzenia operacji ofensywnych w północno-zachodniej Nowej Gwinei i Nowej Brytanii. Po zdobyciu Sio, 21 stycznia 1944 roku 9 Dywizja została przekazana 5 Dywizji. 5 Dywizja była formacją milicyjną, a jej przejęcie było częścią szerszego australijskiego planu ponownego przydzielenia weteranów dywizji 2. AIF do bardziej intensywnych operacji w innych miejscach, mianowicie na Filipinach, podczas gdy mniej doświadczone formacje milicyjne wykorzystywano do zadań o mniejszej intensywności przy oczyszczaniu odizolowanych kieszeni japońskiego oporu. Ostatecznie jednak 9 Dywizja nie mogła wziąć udziału w walkach na Filipinach z powodu polityki międzysojuszniczej, a następnie została użyta dopiero na Borneo w 1945 roku. Tymczasem jedna z formacji składowych 5 Dywizji, 8 Brygada, prowadziła operacje oczyszczające wokół Sio od stycznia do przełomu lutego i marca 1944 roku. Nawiązała również kontakt z siłami amerykańskimi pod Saidorem.
9 Dywizja straciła 1082 ludzi podczas udziału w walkach na półwyspie Huon. Z tej liczby 283 żołnierzy zginęło w akcji, a jeden został wymieniony jako „zaginiony”. Ponadto 4 Brygada również poniosła straty w wysokości kilkuset ludzi, co zwiększyło całkowitą liczbę ofiar australijskich do 1387. Straty te były stosunkowo niewielkie w szerszym kontekście zaangażowania dywizji w wojnę, ponieważ poniosła ona ponad dwukrotnie większą liczbę ofiar podczas walk pod El Alamein. Niezależnie od tego, szereg czynników sprawił, że walki na półwyspie Huon, jak powiedział jeden z uczestników, „były trudniejsze i bardziej nerwowe” niż te, w których brała udział wcześniej 9 Dywizja. Należały do nich trudny teren, bliski dystans walk oraz brak ciepłego jedzenia, wody i transportu samochodowego. Choroby również okazały się znaczące i podczas kampanii aż 85 procent personelu dywizji było niezdolne do walki na pewnym jej etapie z powodu choroby.

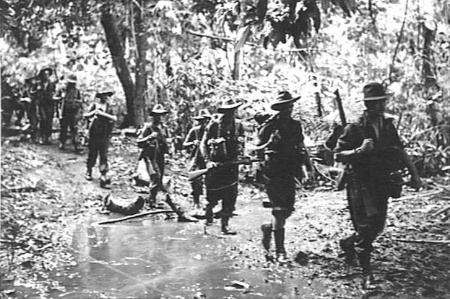
Australijskie oddziały kompanii B 30. batalionu piechoty przeprawiają się przez płytki strumień między Punktem Weber a Malalamai podczas operacji oczyszczającej wokół Sio w lutym 1944

Niemniej jednak najważniejszym czynnikiem były umiejętności bojowe japońskiego żołnierza. Jeden z australijskich weteranów, sierż. Charles Lemaire z 2/17. batalionu piechoty, który wcześniej walczył z Niemcami pod El Alamein, opisał Japończyków jako „wytrwałych, odważnych, poświęcających się”. W umysłach australijskich żołnierzy Japończycy mieli opinię twardych przeciwników, nie biorących jeńców. Pomimo takiego postrzegania wśród Australijczyków panowało poczucie pewności co do ich technologicznej wyższości. Odwrotnie dla japońskich żołnierzy technologiczna przewaga, jaką posiadali Australijczycy oraz ich stosunkowo obfite zapasy amunicji, artylerii i wsparcia powietrznego były głównym czynnikiem psychologicznym, który rządził ich postrzeganiem Australijczyków jako wrogów. Aby temu przeciwdziałać, japońscy dowódcy namawiali swoje wojska do pokrzepienia „siły duchowej”, aby osiągnąć zwycięstwo. Ostatecznie, chociaż wiele znaczących działań tej kampanii to starcia piechoty, które miały miejsce daleko od australijskich baz, gdzie ich przewaga technologiczna była ograniczona, to decydujące okazało się użycie przez Australijczyków taktyki połączonych sił. Chociaż wstępne bombardowanie lotnicze, szczególnie to, które miało miejsce wokół Sattelbergu, okazało się w dużej mierze nieskuteczne pod względem efektów fizycznych, to jednak przyczyniło się do obniżenia morale Japończyków. Używane w połączeniu z przygotowaniem artyleryjskim, które zadawało znaczne straty, spowodowało poważne zakłócenia w japońskich liniach komunikacyjnych, które były już rozciągnięte. Cierpiący na niedobory amunicji, które ograniczyły ich wsparcie ogniowe, japońscy obrońcy zostali przytłoczeni przez australijską piechotę, która miała poziom wsparcia artyleryjskiego niespotykany dla jakiejkolwiek innej australijskiej dywizji na Pacyfiku i która posuwała się naprzód w porozumieniu z załogami czołgów, które wykorzystywali w sposób maksymalizujący element zaskoczenia.
Straty japońskie podczas kampanii wyniosły wielokrotnie więcej niż straty aliantów, chociaż dokładne liczby nie zostały ustalone. W kampanii wzięło udział około 12 500 japońskich żołnierzy, z których prawdopodobnie około 5500 poległo. Niektóre źródła wskazują na prawdopodobnie wyższą liczbę ofiar. Biorąc pod uwagę, że tylko 4300 Japończyków dotarło do Sio pod koniec kampanii, możliwe, że liczba ta jest bliższa 7000 lub 8000. Również znaczna część sprzętu wojennego została utracona podczas kampanii. Z 26 dział artylerii polowej, które Japończycy posiadali w tym regionie, 18 zostało zdobytych przez Australijczyków podczas kampanii, również 28 z 36 japońskich ciężkich karabinów maszynowych zostało utraconych.
Na początku kampanii armia australijska była jedyną siłą lądową biorącą udział w walkach z Japończykami w regionie. Pod koniec jednak zaangażowanie sił amerykańskich w regionie wzrosło, ponieważ armia amerykańska przejęła odpowiedzialność za główny wysiłek aliantów od Australijczyków. W tym czasie postęp 7 Dywizji w kierunku pasma górskiego Finisterre doprowadził do zdobycia Grzbietu Shaggy i umożliwił późniejsze natarcie w kierunku Bogadjim, a następnie Madangu, który w kwietniu wpadł w ręce żołnierzy z 11 Dywizji. Zdobycie Madangu potwierdziło kontrolę aliantów nad półwyspem Huon, co zakończyło kampanię na półwyspie Huon i w Dolinie Markham. W lipcu i sierpniu 1944 roku siły amerykańskie starły się z oddziałami japońskimi, które uciekły z półwyspu Huon, nad rzeką Driniumor. Tymczasem działania armii australijskiej na Pacyfiku zostały ograniczone i dopiero pod koniec 1944 i na początku 1945 roku, kiedy rozpoczęto kilka kampanii na Wyspie Bougainville’a, Nowej Brytanii, w Aitape – Wewak i na Borneo, Australijczycy ponownie podjęli większe kampanie przeciwko Japończykom na Pacyfiku.